# Championnat de Suisse de football 1928-1929
Navigation
Édition précédente Édition suivante
La 32e édition du championnat de Suisse de football est remportée par le BSC Young Boys.
Le Grasshopper-Club Zurich termine deuxième. L'Urania Genève Sport complète le podium. 
Le championnat est divisé en trois groupes de neuf. Les premiers de chaque groupe sont qualifiés pour la phase finale décidant du champion. Les derniers de chaque groupe jouent des matchs de barrage de relégation contre les premiers de deuxième division.

## Les clubs de l'édition 1928-1929
| Club                     | Ville             |
| ------------------------ | ----------------- |
| Blue Stars Zurich        | Zurich            |
| BSC Old Boys             | Bâle              |
| BSC Young Boys           | Berne             |
| Cantonal Neuchâtel       | Neuchâtel         |
| Concordia Bâle           | Bâle              |
| Étoile Carouge FC        | Carouge           |
| Étoile La Chaux-de-Fonds | La Chaux-de-Fonds |
| FC Aarau                 | Aarau             |
| FC Bâle                  | Bâle              |
| FC Berne                 | Berne             |
| FC Biel-Bienne           | Bienne            |
| FC Brühl Saint-Gall      | Saint-Gall        |
| FC Chiasso               | Chiasso           |
| FC Fribourg              | Fribourg          |
| FC Granges               | Granges           |
| FC La Chaux-de-Fonds     | La Chaux-de-Fonds |
| FC Lugano                | Lugano            |
| FC Nordstern Bâle        | Bâle              |
| FC Saint-Gall            | Saint-Gall        |
| FC Solothurn             | Solothurn         |
| FC Winterthur            | Winterthour       |
| FC Zurich                | Zurich            |
| Grasshopper-Club Zurich  | Bâle              |
| Lausanne-Sports          | Lausanne          |
| Servette FC              | Genève            |
| Urania Genève Sport      | Genève            |
| Young Fellows Zurich     | Zurich            |

## Compétition

### Classements
Le classement est établi sur le barème de points classique (victoire à 2 points, match nul à 1, défaite à 0).

#### Groupe Ouest
| Rang | Équipe                   | Pts | J  | G  | N | P  | Bp | Bc | Diff |
| ---- | ------------------------ | --- | -- | -- | - | -- | -- | -- | ---- |
| 1    | Urania Genève Sport      | 26  | 16 | 13 | 0 | 3  | 50 | 18 | +32  |
| 2    | FC Biel-Bienne           | 23  | 16 | 10 | 3 | 3  | 53 | 26 | +27  |
| -    | Étoile La Chaux-de-Fonds | 23  | 16 | 10 | 3 | 3  | 50 | 27 | +23  |
| 4    | Servette FC              | 16  | 16 | 7  | 2 | 7  | 43 | 37 | +6   |
| 5    | Cantonal Neuchâtel       | 15  | 16 | 6  | 3 | 7  | 23 | 36 | -13  |
| 6    | Étoile Carouge FC        | 14  | 16 | 5  | 4 | 7  | 33 | 45 | -12  |
| 7    | Lausanne-Sports          | 11  | 16 | 5  | 1 | 10 | 46 | 47 | -1   |
| -    | FC La Chaux-de-Fonds     | 11  | 16 | 4  | 3 | 9  | 21 | 36 | -15  |
| 9    | FC Fribourg              | 5   | 16 | 2  | 1 | 13 | 25 | 72 | -47  |

|  | Qualification pour la phase finale |
|  | Barrages de relégation             |

Barrage de relégation
Le barrage oppose le FC Fribourg, dernier du groupe Ouest, au Stade Lausanne, leader du groupe Ouest de deuxième division. Le score cumulé des rencontres aller-retour se soldant par un score nul, un troisième match est joué pour départager les deux équipes.
| Équipe 1    | Résultat | Équipe 2       | Aller | Retour | Match 3 |
| ----------- | -------- | -------------- | ----- | ------ | ------- |
| FC Fribourg | 8 - 7    | Stade Lausanne | 4 - 2 | 1 - 3  | 3 - 2   |

#### Groupe Centre
| Rang | Équipe            | Pts | J  | G | N | P | Bp | Bc | Diff |
| ---- | ----------------- | --- | -- | - | - | - | -- | -- | ---- |
| 1    | BSC Young Boys    | 21  | 16 | 8 | 5 | 3 | 34 | 22 | +12  |
| 2    | FC Bâle           | 20  | 16 | 8 | 4 | 4 | 48 | 32 | +16  |
| 3    | FC Nordstern Bâle | 18  | 16 | 8 | 2 | 6 | 46 | 32 | +14  |
| -    | FC Berne          | 18  | 16 | 8 | 2 | 6 | 29 | 29 | 0    |
| 5    | FC Concordia Bâle | 17  | 16 | 8 | 1 | 7 | 33 | 30 | +3   |
| 6    | FC Granges        | 14  | 16 | 6 | 2 | 8 | 20 | 24 | -4   |
| 7    | BSC Old Boys      | 13  | 16 | 5 | 3 | 8 | 29 | 32 | -3   |
| 8    | FC Solothurn      | 12  | 16 | 5 | 2 | 9 | 34 | 49 | -15  |
| 9    | FC Aarau          | 11  | 16 | 4 | 3 | 9 | 26 | 49 | -23  |

|  | Qualification pour la phase finale |
|  | Barrages de relégation             |

Barrage de relégation
Le barrage oppose le FC Aarau, dernier du groupe Centre, au FC Lucerne, leader du groupe Centre de deuxième division. Le score cumulé des rencontres aller-retour se soldant par un score nul, un troisième match est joué pour départager les deux équipes.
| Équipe 1 | Résultat | Équipe 2   | Aller | Retour | Match 3 |
| -------- | -------- | ---------- | ----- | ------ | ------- |
| FC Aarau | 6 - 4    | FC Lucerne | 4 - 0 | 0 - 4  | 2 - 0   |

#### Groupe Est
| Rang | Équipe                  | Pts | J  | G  | N | P  | Bp | Bc | Diff |
| ---- | ----------------------- | --- | -- | -- | - | -- | -- | -- | ---- |
| 1    | Grasshopper-Club Zurich | 29  | 16 | 14 | 1 | 1  | 66 | 24 | +42  |
| 2    | FC Lugano               | 22  | 16 | 10 | 2 | 4  | 46 | 26 | +20  |
| 3    | Blue Stars Zurich       | 21  | 16 | 10 | 1 | 5  | 33 | 37 | -4   |
| 4    | FC Chiasso              | 17  | 16 | 7  | 3 | 6  | 29 | 30 | -1   |
| 5    | FC Brühl Saint-Gall     | 14  | 16 | 6  | 2 | 8  | 32 | 32 | 0    |
| -    | FC Zurich               | 14  | 16 | 6  | 2 | 8  | 34 | 38 | -4   |
| -    | Young Fellows Zurich    | 14  | 16 | 5  | 4 | 7  | 30 | 39 | -9   |
| 8    | FC Saint-Gall           | 7   | 16 | 2  | 3 | 11 | 22 | 52 | -30  |
| 9    | FC Winterthur           | 6   | 16 | 3  | 0 | 13 | 27 | 41 | -14  |

|  | Qualification pour la phase finale |
|  | Barrages de relégation             |

Barrage de relégation
Le barrage oppose le FC Winterthur, dernier du groupe Est, au FC Töss, leader du groupe Est de deuxième division. 
| Équipe 1      | Résultat | Équipe 2 | Aller | Retour |
| ------------- | -------- | -------- | ----- | ------ |
| FC Winterthur | 5 - 2    | FC Töss  | 4 - 1 | 1 - 1  |

#### Phase finale
| Rang | Équipe                  | Pts | J | G | N | P | Bp | Bc | Diff |
| ---- | ----------------------- | --- | - | - | - | - | -- | -- | ---- |
| 1    | BSC Young Boys          | 3   | 2 | 1 | 1 | 0 | 2  | 0  | +2   |
| 2    | Grasshopper-Club Zurich | 2   | 2 | 1 | 0 | 1 | 3  | 2  | +1   |
| 3    | Urania Genève Sport     | 1   | 2 | 0 | 1 | 1 | 0  | 3  | -3   |

|  | Champion de Suisse |

## Bilan de la saison
| Tableau d'Honneur                 |                     |
| Compétition                       | Vainqueur           |
| Championnat de Suisse de football | BSC Young Boys      |
| Coupe de Suisse de football       | Urania Genève Sport |

| Promotions et relégations |       |
| Promus                    | Aucun |
| Relégués                  | Aucun |